# Домгёни, Давид
Давид Нуе Домгёни (алб. David Nue Domgjoni; род. 21 мая 1997, Призрен, Косово и Метохия) — албанско-косоварский футболист, защитник.

## Клубная карьера
Футбольную карьеру начинал в составе клуба «Тирана». 1 ноября 2015 года в матче против клуба «Кукеси» дебютировал в албанской Суперлиге.
31 января 2020 года подписал контракт с клубом «Менеменспор». 10 февраля 2020 года в матче против клуба «Акхисарспор» дебютировал в первой лиге Турции.
28 июля 2021 года перешёл в швейцарский клуб «Люцерн». 8 августа 2021 года в матче против клуба «Цюрих» дебютировал в швейцарской Суперлиге.
4 февраля 2022 года стал игроком польского клуба «Брук-Бет Термалика». 4 февраля 2022 года в матче против клуба «Ягеллония» дебютировал в польской Экстраклассе.

## Карьера в сборной
8 июня 2021 года дебютировал за сборную Косова в матче против сборной Гвинеи (1:2).

## Достижения
«Тобол» Костанай
- Обладатель Суперкубка Казахстана: 2024

## Клубная статистика
| Игровая карьера | Игровая карьера    | Игровая карьера | Лига | Лига | Кубок | Кубок | Межд. | Межд. | Др. | Др. |
| --------------- | ------------------ | --------------- | ---- | ---- | ----- | ----- | ----- | ----- | --- | --- |
| 2018/19         | Лачи               | А               | 10   | 1    | 1     | 0     | —     | —     | —   | —   |
| 2019/20         | Лачи               | А               | 18   | 0    | 1     | 0     | 2     | 0     | —   | —   |
| 2019/20         | Менеменспор        | Б               | 12   | 1    | —     | —     | —     | —     | —   | —   |
| 2020/21         | Менеменспор        | Б               | 28   | 2    | —     | —     | —     | —     | —   | —   |
| 2021/22         | Люцерн             | А               | 6    | 0    | —     | —     | 2     | 0     | —   | —   |
| 2021/22         | Брук-Бет Термалика | А               | 8    | 0    | —     | —     | —     | —     | —   | —   |
| 2022/23         | Маниса             | Б               | 26   | 1    | 1     | 0     | —     | —     | —   | —   |
| 2023/24         | Маниса             | Б               | 14   | 0    | 1     | 1     | —     | —     | —   | —   |